# Acélkorona (Románia)

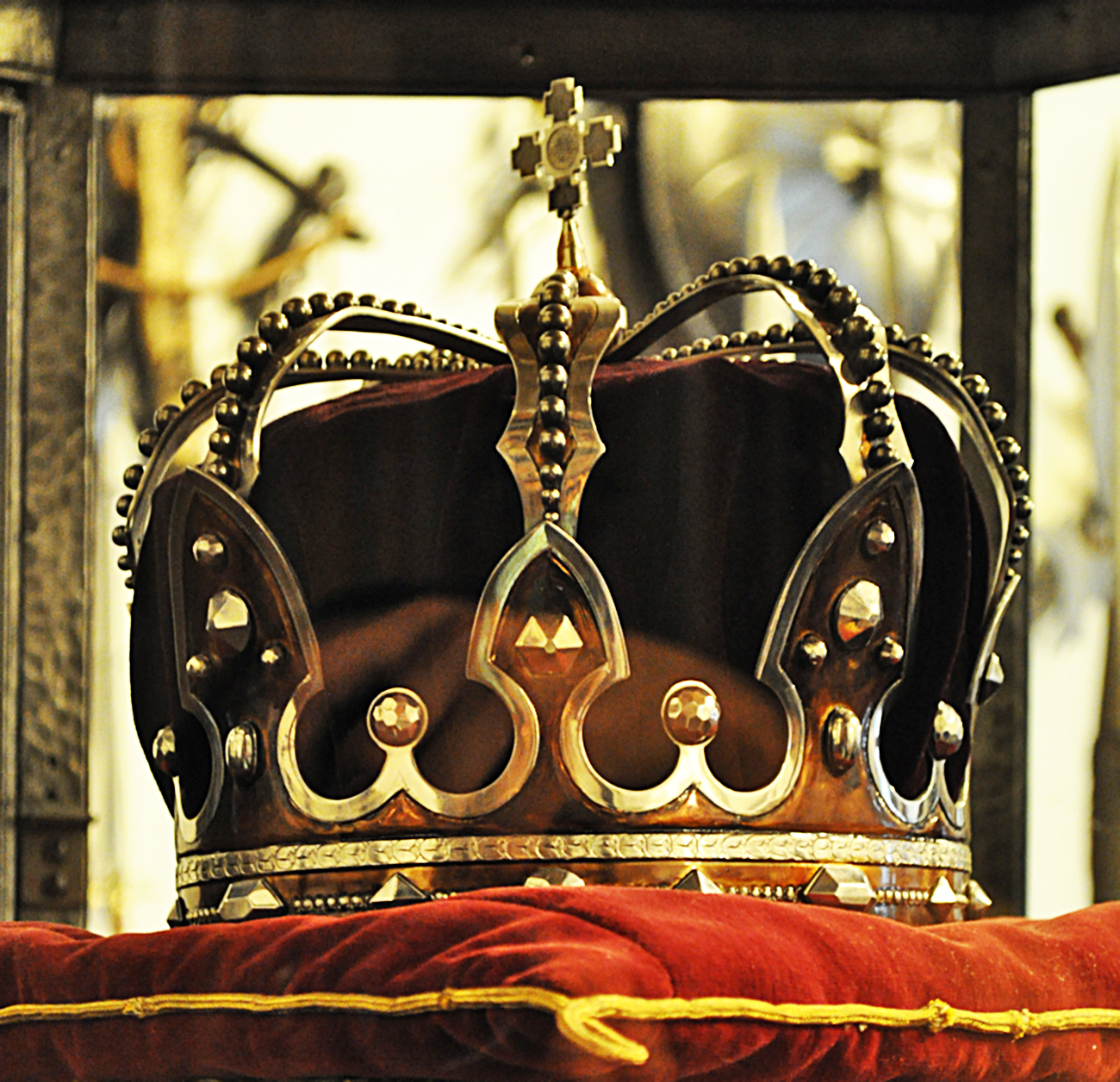
Az Acélkorona

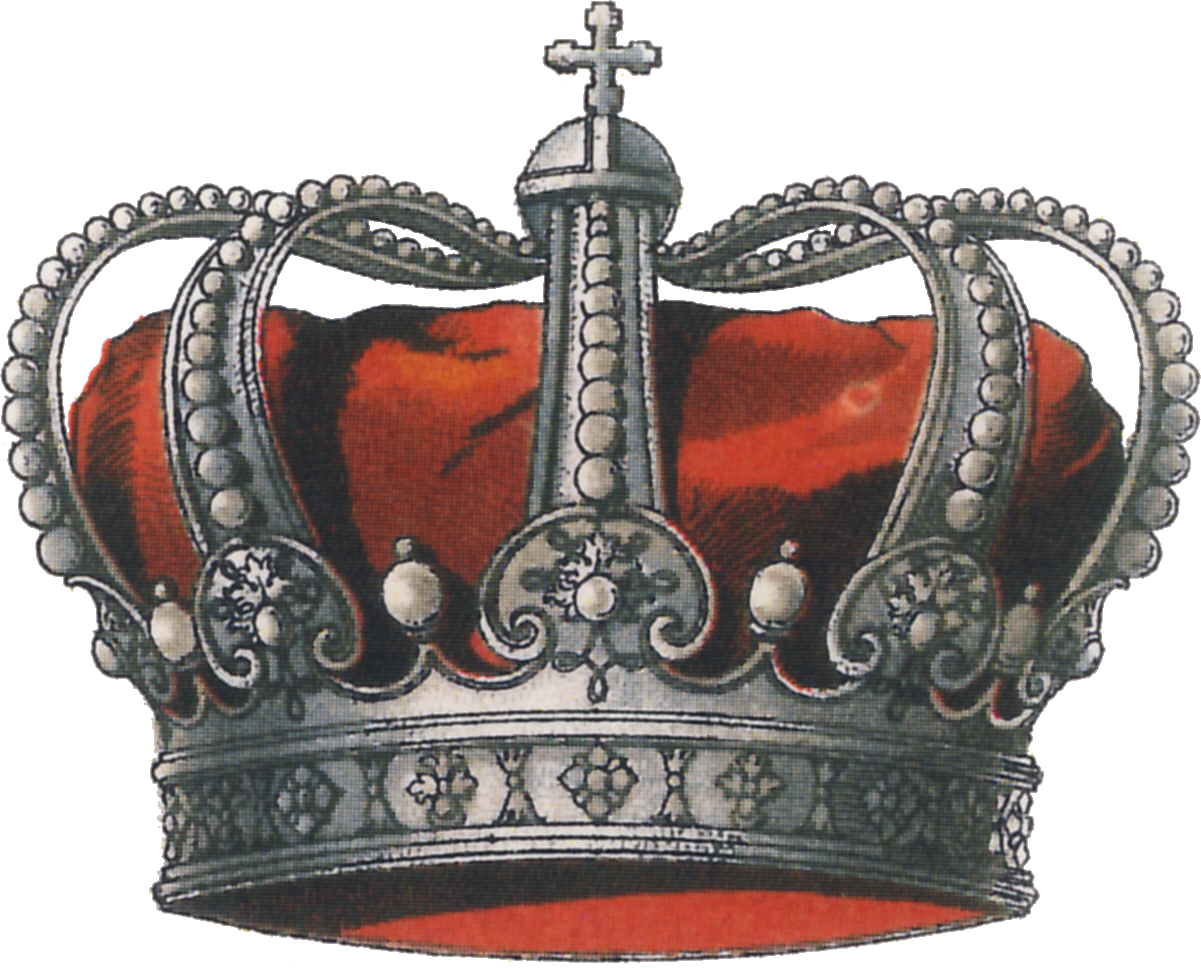
Az Acélkoronáról készült rajz

A román  Acélkorona Románia királyi koronája, melyet egy, az 1877–1878-as román függetlenségi háború grivițai csatájában, 1877. augusztus 30-án szerzett oszmán ágyú csövéből öntöttek. I. Károly román király azért választotta az acélt és nem az aranyat, mert úgy gondolta, az szimbolizálja a román katonák bátorságát.
A koronát 1881. május 10-én ajánlották fel I. Károlynak a királyi palotában királlyá koronázásának és a Román Királyság kikiáltásának alkalmából.
A koronát  az 1881-es koronázás után ünnepélyes alkalmakkor az összes román király viselte. I. Ferdinánd is ezt viselte gyulafehérvári megkoronázásakor,  I. Mihályt pedig ugyancsak ezzel koronázta meg Nicodim Munteanu pátriárka a bukaresti székesegyházban 1940. szeptember 6-án. 1881 és 1947 közt Románia címerében is szerepelt, 2016. július 11. óta pedig újra szerves része ennek.
Jelenleg az Acélkorona része a román nemzeti kulturális örökségnek és Bukarestben, a Román Nemzeti Történeti Múzeumban van kiállítva.
Pontos mása a Peleș-kastélyban található.

## Fordítás
Ez a szócikk részben vagy egészben  a   Coroana de Oțel című román Wikipédia-szócikk ezen változatának fordításán alapul.  Az eredeti cikk szerkesztőit annak laptörténete sorolja fel. Ez a jelzés csupán a megfogalmazás eredetét és a szerzői jogokat jelzi, nem szolgál a cikkben szereplő információk forrásmegjelöléseként.